# Rhodostrophia kabulensis
Rhodostrophia kabulensis är en fjärilsart som beskrevs av Edward P. Wiltshire 1970. Rhodostrophia kabulensis ingår i släktet Rhodostrophia och familjen mätare. Inga underarter finns listade.